# Johann Philipp von Lamberg (Bischof)

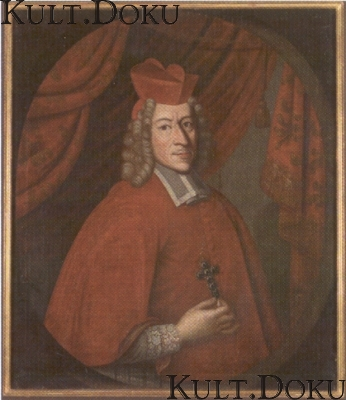
Kardinal Johann Philipp Graf von Lamberg

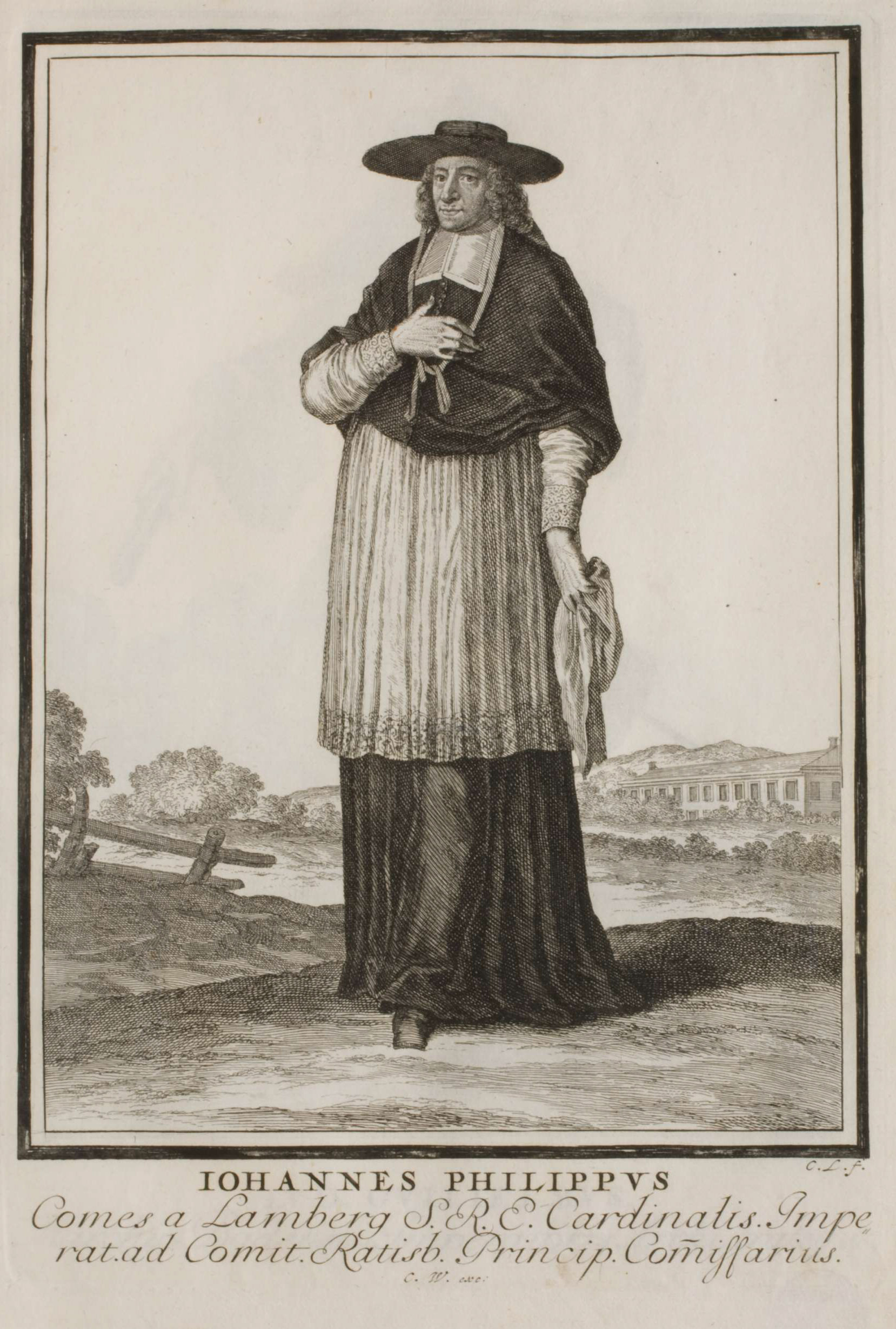
Bildnis des Kardinals in Neu-eröffnete Welt-Galleria (1703)

Johann Philipp Graf von Lamberg (* 25. Mai 1652 in Wien; † 20. Oktober 1712 in Regensburg) war Fürstbischof von Passau und Kardinal.

## Leben
Aus dem alten österreichischen Adelsgeschlecht derer von Lamberg entstammend, studierte der Sohn von Johann Maximilian von Lamberg in Wien, Steyr und Passau Philosophie, Rechts- und Staatswissenschaften. 1663 wurde er Domherr in Passau 1668 in Olmütz, 1673 Doctor iuris utriusque an der Universität Siena. 1675 folgte seine Ernennung zum Domherrn in Salzburg und 1676 zum Kaiserlichen Hofrat. Als solcher war er Gesandter in Düsseldorf, Dresden, Berlin und Regensburg. Lamberg beteiligte sich auch am Großen Türkenkrieg. Am 24. Mai 1689 wählte ihn das Domkapitel von Passau zum neuen Bischof, obwohl er erst die Diakonenweihe empfangen hatte, am 11. Januar 1690 folgte die päpstliche Bestätigung und am 14. Mai 1690 die Bischofsweihe durch den Erzbischof von Kalocsa, Leopold Karl von Kollonitsch.
Johann Philipp von Lamberg blieb auch als Fürstbischof vorwiegend Politiker und Diplomat. 1697 ging er als kaiserlicher Gesandter nach Warschau, wo er die Wahl Augusts von Sachsen zum König betrieb. 1699 erhielt er das Amt eines kaiserlichen Prinzipalkommissars, am 21. Juli 1700 folgte auf Vorschlag Kaiser Leopolds I. seine Erhebung zum Kardinalat durch Papst Innozenz XII. Seine Titelkirche San Silvestro in Capite erhielt er 1701. Er nahm am Konklave 1700 teil, bei dem Klemens XI. zum neuen Papst gewählt wurde.
Beim Ausbruch des Spanischen Erbfolgekrieges setzte er 1702 beim Reichstag in Regensburg die Kriegserklärung des Reiches gegen Frankreich und die Reichsacht gegen Kurfürst Max Emanuel von Bayern und dessen Bruder Kurfürst Joseph Clemens von Köln durch. Auch bei den Kaiserwahlen von Joseph I. und Karl VI. war er diplomatisch aktiv.
Unter seiner Ägide wurde in Passau die Ausstattung des Domes St. Stephan vollendet und der Bau der Neuen Residenz begonnen. Die 1662 und 1680 zerstörte bischöfliche Bibliothek ließ er neu errichten. An den zum Goldenen Steig gehörenden Handelswegen ließ er mehrere neue Ortschaften gründen, von denen Philippsreut noch heute seinen Namen trägt. Das Klerikalseminar verlegte er 1694 aus dem Jesuitenkolleg Passau in das Gebäude der heutigen Staatsbibliothek. Am Domkreuzgang erbaute er mit der Lamberg-Kapelle seine Begräbnisstätte.

## Wappen

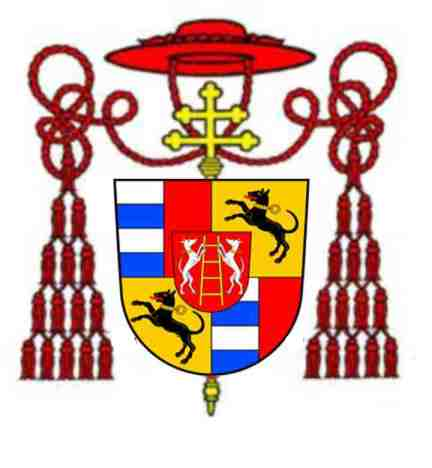
Kardinalswappen (Nachzeichnung)

Gevierter Schild, 1 und 4 gespalten von Silber und Rot, vorne zwei blaue Balken, 2 und 3 in goldenem Feld ein springender schwarzer Bracke. Im Mittelschild in rotem Feld eine Leiter mit 2 Bracken im Stachelhalsband. Als Schildzier den roten Prälatenhut (Galero) eines Kardinals mit je 15 Quasten (fiocchi).
Als Zeichen seiner weltlichen Herrschaft (Fürstbischof) krönt den Schild ein Fürstenhut mit gekreuztem Hirtenstab und Schwert. Auf anderen Wappendarstellung steht ein doppeltes Mittelschild (Passauer Wolf).